# Simon Gauzy
Simon Gauzy (Toulouse, 25 de outubro de 1994) é um mesa-tenista francês.

## Carreira
Em 2005, Simon Gauzy tornou-se o mais jovem campeão francês em simples e duplas. Em 2007, ele foi coroado campeão cadete francês em simples e duplas. No mesmo ano com a seleção francesa, terminou vice-campeão europeu por equipes como cadete. Em 2008, voltou a conquistar o título nacional desta categoria em simples e duplas antes de conquistar o título de campeão europeu por equipes. Em 2009, ele venceu o Top 10 Europeu de Cadetes antes de ser coroado campeão europeu de cadetes em simples, duplas e equipes. Nunca um mesatenista francês brilhou tanto no circuito nacional e europeu nesta idade desde Jean-Philippe Gatien, vice-campeão olímpico em 1992 e campeão mundial em 1993.
Nos Jogos Olímpicos de Verão de 2024, em Paris, conquistou a medalha de bronze na disputa de equipes masculinas, ao lado dos irmãos Alexis Lebrun e Félix Lebrun.